# Антуан-Луї Барі
Антуа́н-Луї́ Барі́ (фр. Antoine-Louis Barye; 24 вересня 1796 — †25 червня 1875) — французький скульптор-анімаліст. Скульптури Антуана-Луї Бар'є були створені його сином Альфред Барі́ (фр. Alfred Barye), який протягом десятиліть змушений був не ставити свій підпис, поки не відбулося розривання стосунків між ними.

## Життєпис
Народився в Парижі. З чотирнадцяти років почав навчатися в майстерні гравера, планував стати учнем ювеліра. Але в долю підлітка втрутились військові авантюри наполеона Бонапарта і юнак був мобілізований у військовий Інженерний департамент, де був зобов'язаний виготовляти кресленики фортець та їх моделі. Лише 1814 року, після усунення від європейської політики Наполеона Бонапарта, був демобілізований і повернувся до цивільного життя. Два роки потому влаштувався в майстерню скульптора Франсуа Бозіо, де вивчав техніку скульптурного моделювання в Школі красних мистецтв. 1817 року з рекомендації Франсуа Бозіо перейшов у майстерню художника Жана-Антуана Гро. Серед перших творів молодого митця — рельєф на античну тему «Смерть Катона Утичного від лева».
Участь в вистаавках в Школі красних мистецтв та в Паризькому Салоні не принесла митцю ні помітного визнання, ні замов. Відтоді ображений Барі відмовився брати участь у цих виставках надалі. Він почав працювати в ювелірній майстерні Жака Анрі Фоконьє, але працював досить самостійно. У вільні часи він відвідував паризький Ботанічний сад, де наполегливо малював тварин у звіринці. Визнання отримав його твір 1831 року "Лев загризє крокодила", навіяний картинами полювання роботи Ежена Делакруа. Він почав працювати майстром кабінетної бронзи по замовам забезпечених клієнтів по обидва боки Атлантичного океану.
Його художня манера сформувалась на спостереженнях за дійсністю, мала суто реалістичне спрямування, що поривало зв'язок із пануючим тоді академізмом. Серед покровителів і клієнтів скульптора — принц Фердинанд-Філіп Орлеанський. Наближеність до старовинних монархічних родин Франції обумовила отримання скульптором замов на кінний монумент Наполеону Бонапарту (збережена модель в Музеї д'Орсе), кінну скульптуру Наполеона ІІІ для воріт Лувра, замову на чотири алегоричні скульптури («Мир», «Війна», «Сила», «Порядок») для декору нового палацу Лувр.
Хворобливого скульптора нарешті визають і в художньому середовищі. 1868 року його оберуть членом Інституту Франції. Скульптор помер в Парижі 1875 року від хвороби серця. Був похований на цвинтарі Пер Лашез.

## Вибрані твори
Став відомим з часу створення бронзової групи «Тигр, що розриває крокодила» (1831, Лувр, Париж). Скульптури Барі відзначаються яскравим і гострим відображенням натури, енергійним, виразним рухом, цілісністю пластичних форм, позбавлених дріб'язкової деталізації («Лев, що відпочиває», 1847, та ін.).

## Галерея

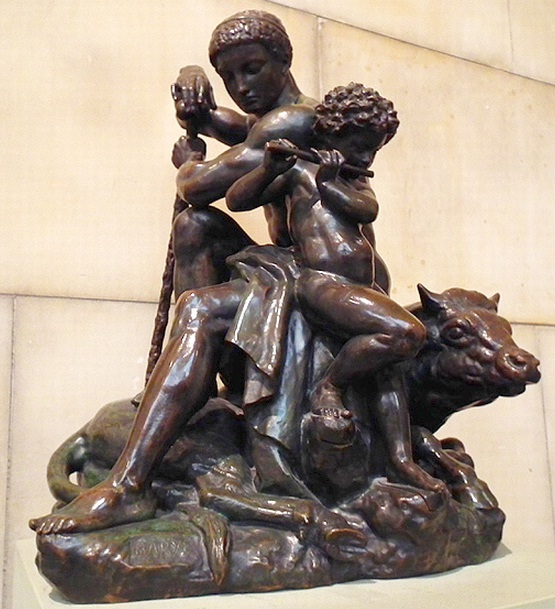
Антуан-Луї Барі (1795-1875). « Геркулес і хлопчик із сопілкою на бику верхи », 1830-і рр., бронза, Національний музей (Варшава)

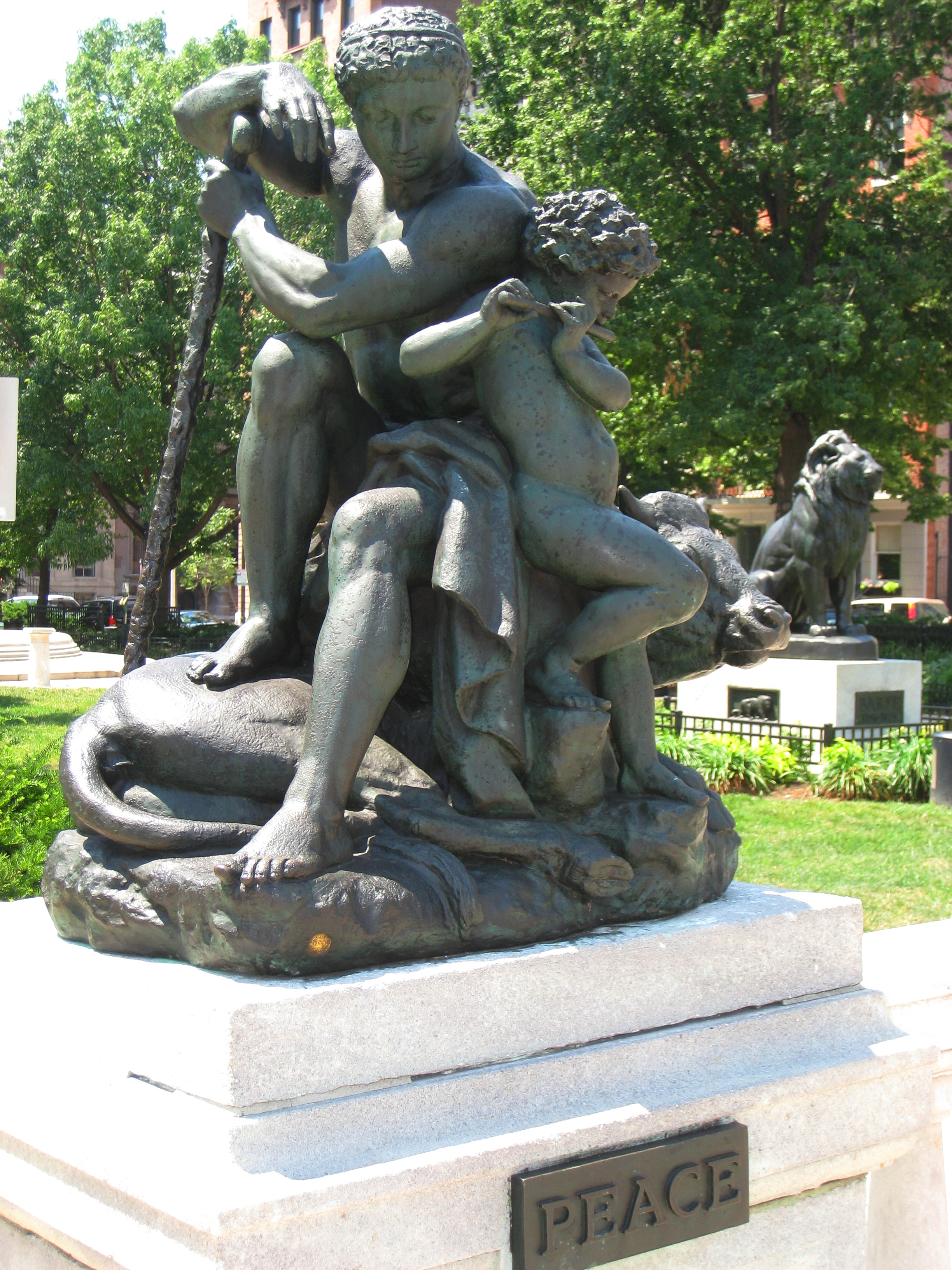
«Алегорія миру», Балтимор, США
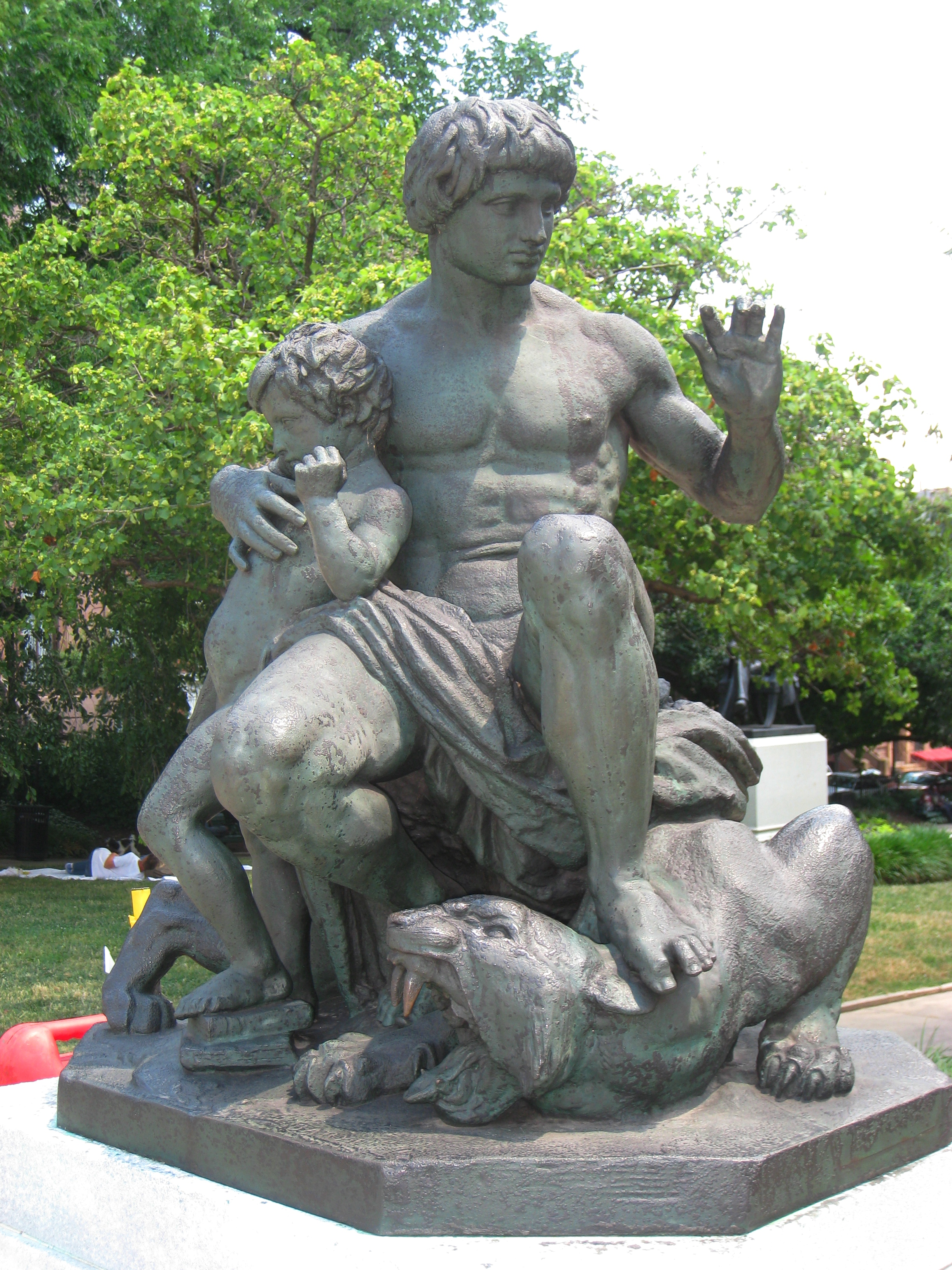
«Алегорія порядку», Балтимор, США
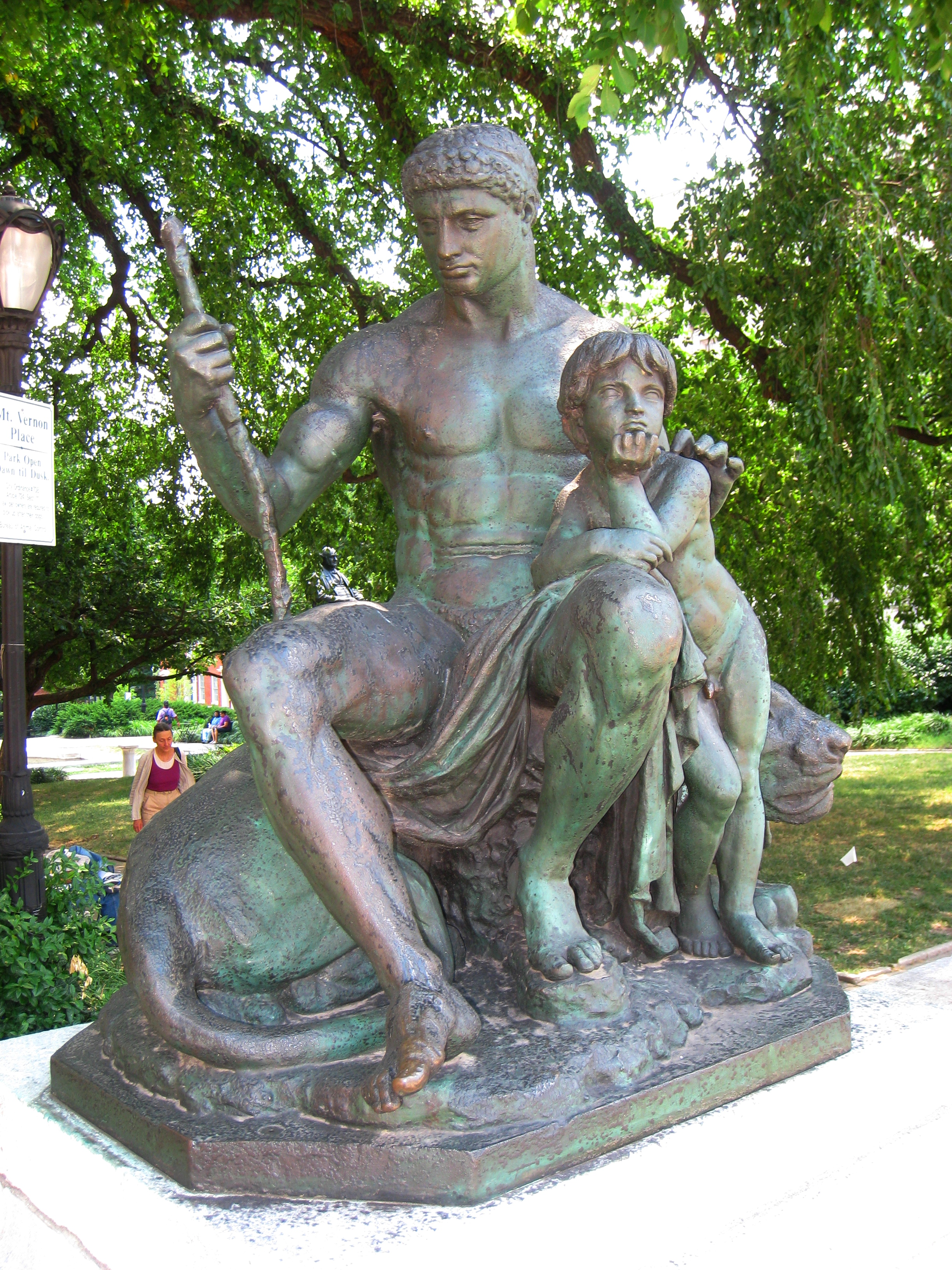
Алегорія сили, Балтимор, США
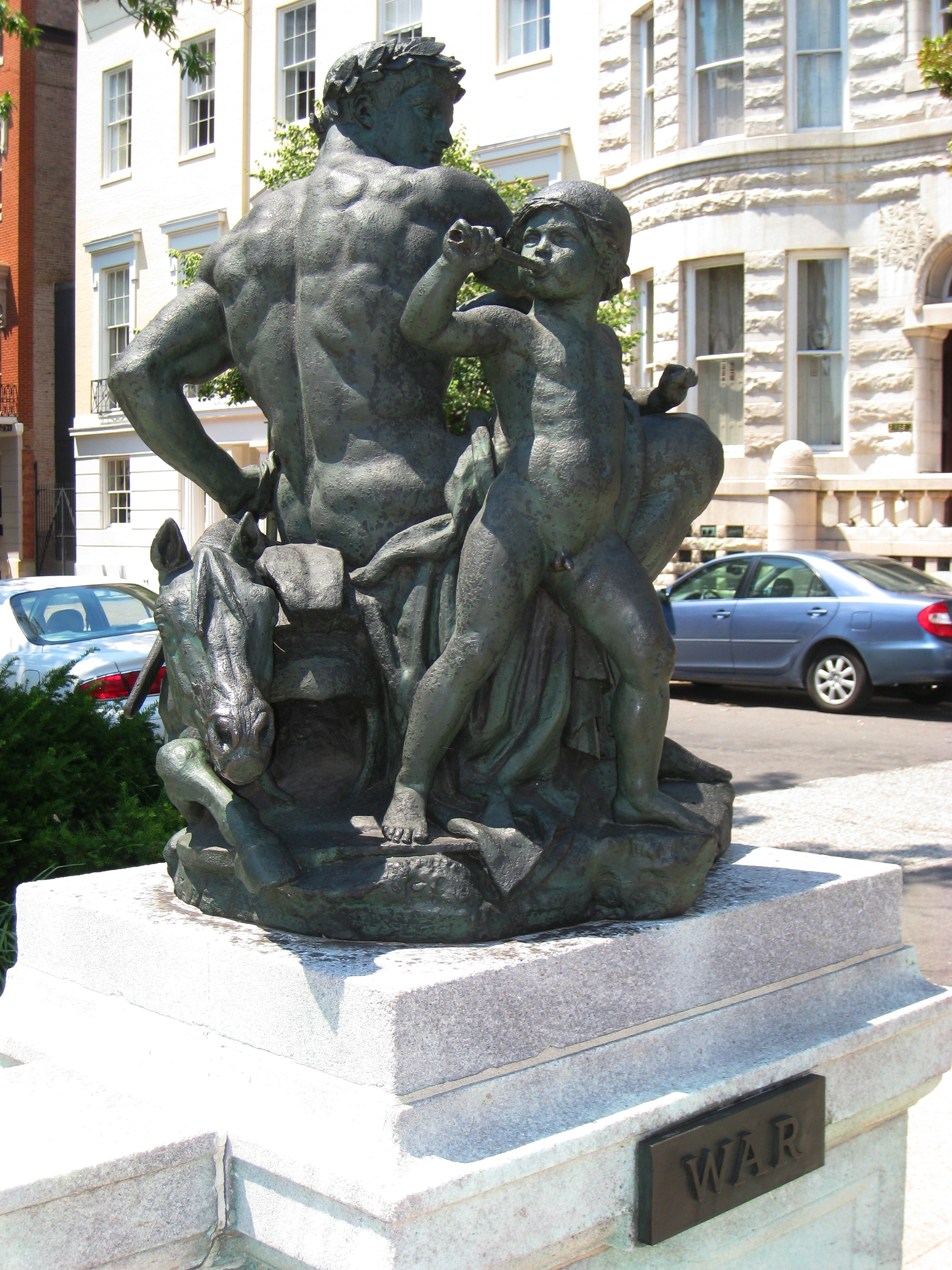
«Алегорія війни», Балтимор, США
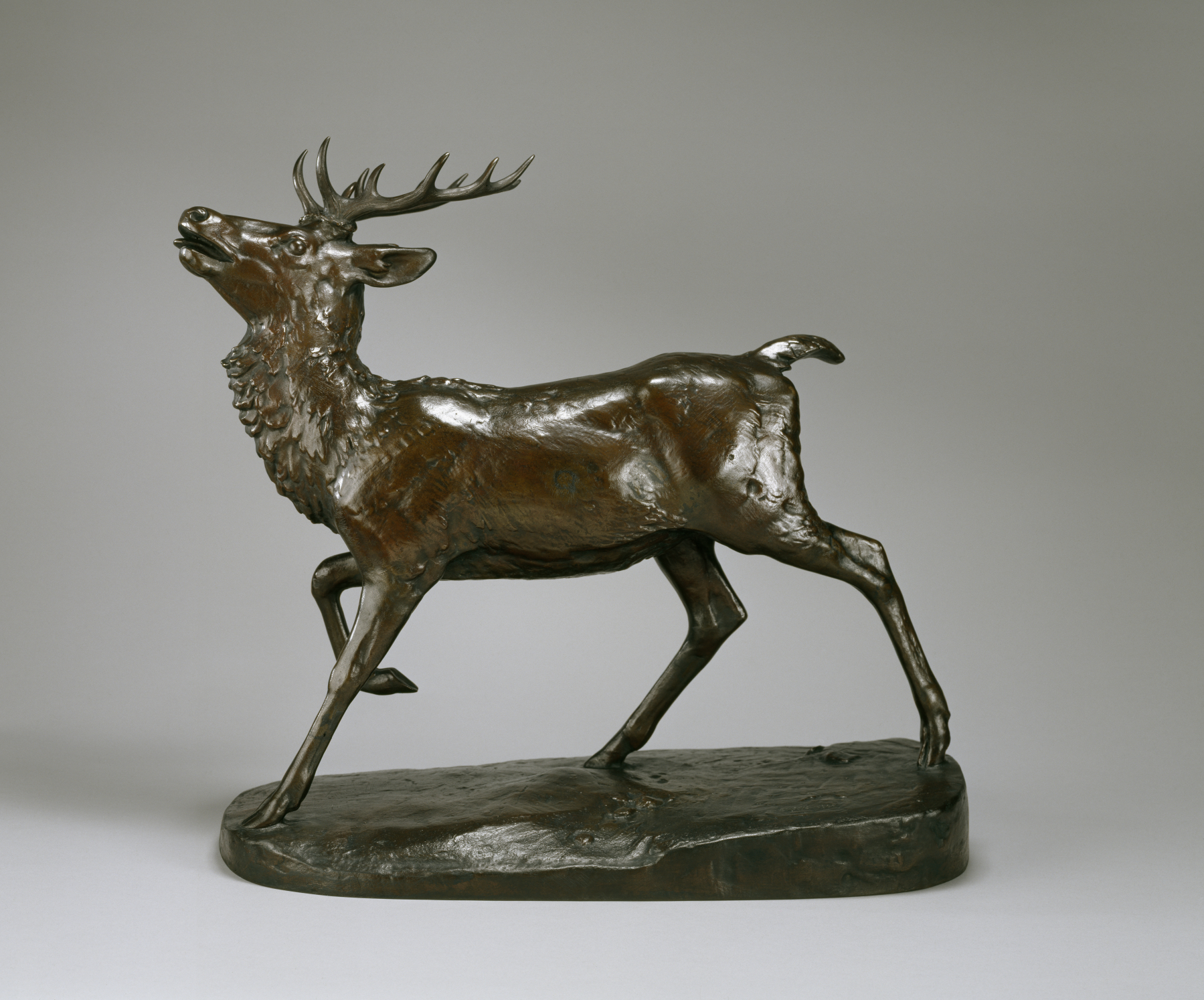
А.Л. Барі. «Олень»
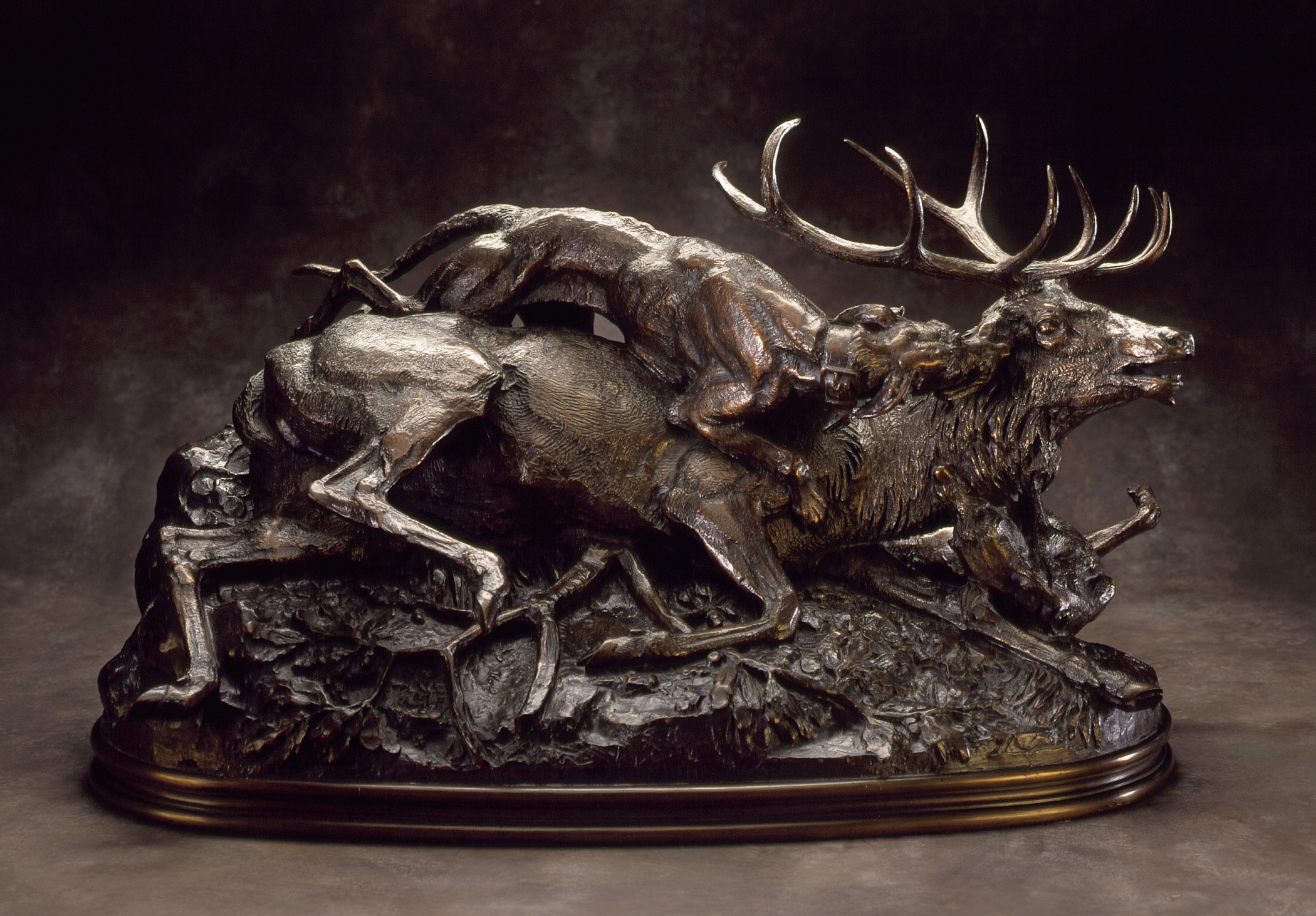
А.Л. Барі.«Полювання на оленя»
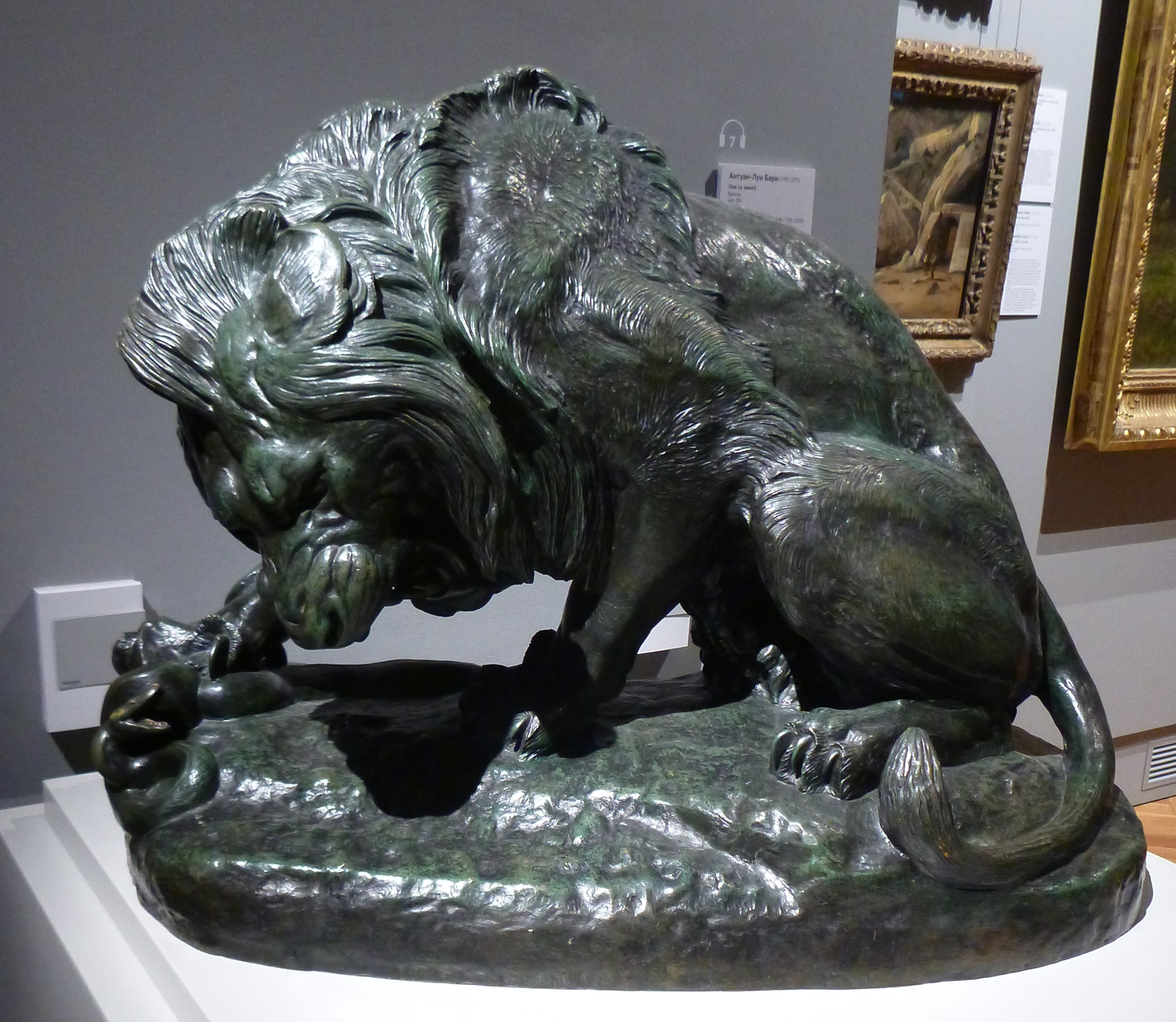
А.Л. Барі. «Лев і змія»
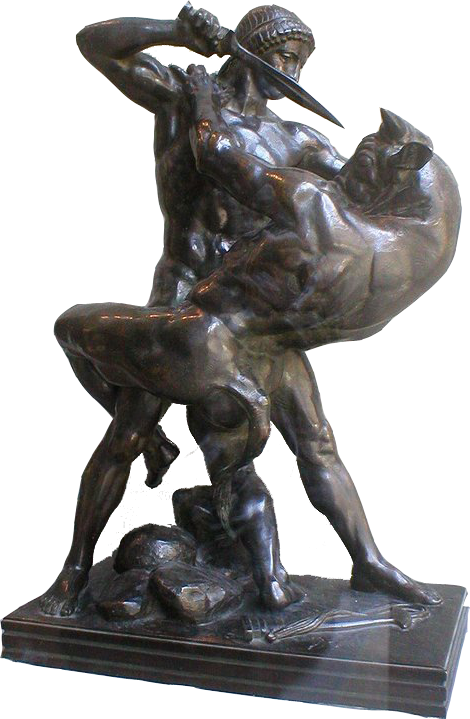
А.Л. Барі. «Тезей і Мінотавр»
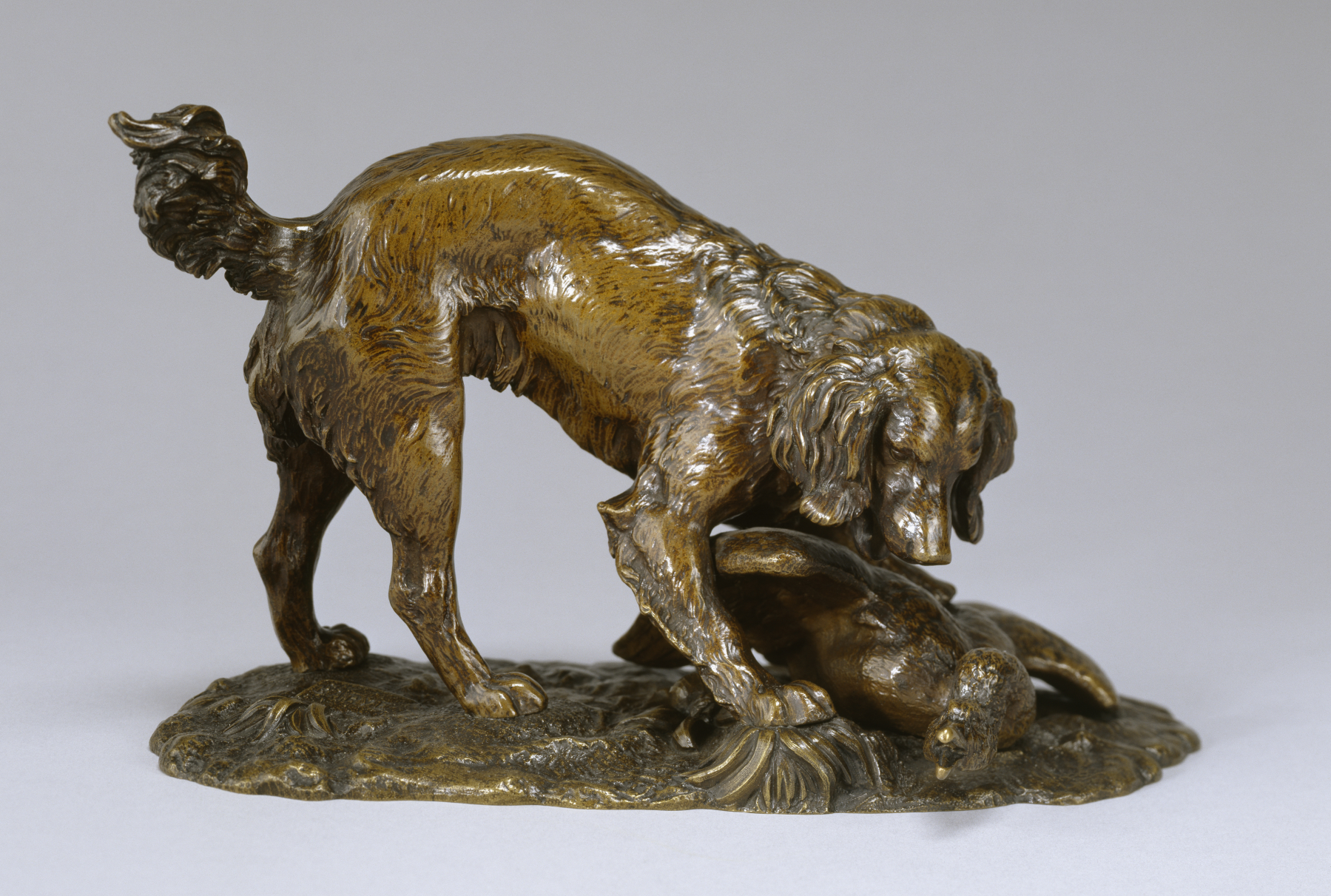
А.Л. Барі. Спаніель і гусак
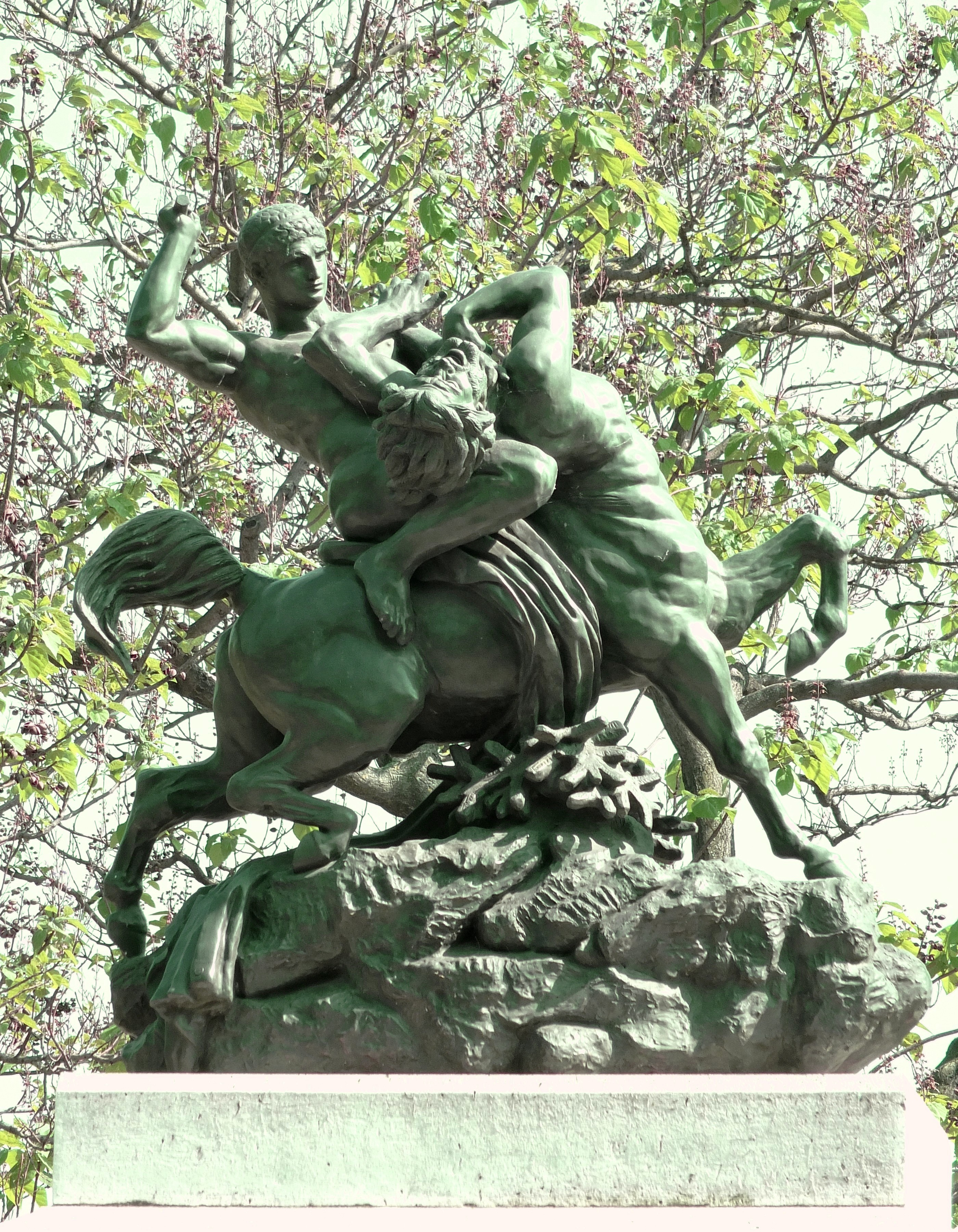
А.Л. Барі. «Двобій з кентавром»